# Gadzsi Kamilovics Nabijev
Gadzi Kamipovics Nabiev (Mahacskala, 1995. június 5. –) orosz szabadfogású birkózó. A 2019-es birkózó-világbajnokságon bronzérmet szerzett 79 kg-os súlycsoportban, szabadfogásban.

## Sportpályafutása
A 2019-es birkózó-világbajnokságon a 79 kg-osok súlycsoportjában megrendezett bronzmérkőzés során az üzbég Rashid Kurbanov volt ellenfele, akit 16–6-ra legyőzött.